# Carmen (película de 1984)
Carmen (1984) es una película dirigida por Francesco Rosi. Es una de las versiones filmadas más populares[cita requerida] de la ópera de Bizet Carmen. Julia Migenes hace el papel femenino principal, Plácido Domingo aparece como Don José, Ruggero Raimondi es Escamillo, y Faith Esham es Micaela. Lorin Maazel dirige a la Orquesta Nacional de Francia.
Rosi seleccionó 1875 para el período y filmó toda la película en escenarios en España (concretamente Andalucía), usando Ronda, Carmona y Sevilla misma para simular la Sevilla de aquella época. Trabajó con su colaborador de mucho tiempo, el cinematógrafo Pasqualino De Santis, y con Enrico Job supervisando los escenarios y los vestuarios. Rosi reconoció las ilustraciones de Gustave Doré para la obra del barón Charles Davilliers España (que fue publicada en forma de serial en 1873) como su fuente principal para el diseño visual. Creía que Bizet, que nunca había visitado España, fue guiado por estos grabados, y filmó escenas en algunos de los lugares exactos que dibujó Doré.
Pauline Kael comenta la película en su colección de críticas cinematográficas, State of the Art:
La pecosa y atractiva Carmen de Julia Migenes-Johnson es la joya de la producción. Su desordenado pelo oscuro y muy rizado, su pavoneo—su disponibilidad sexual—atraen a Don José y enloquecerlo. Carmen, que es fiel a sus instintos, representa todo lo que intenta reprimir. Sin embargo, después de haber desertado del ejército y la pérdida de la responsabilidad que lo era todo para él, cree que ella le debe una devoción de por vida. El error de Carmen fue creer que podía cogerlo como amante en sus propios términos.
La película se estrenó en Francia el 14 de marzo de 1984, y en los EE. UU. el 20 de septiembre de ese año. En 1985, la película fue nominada para el premio Globo de Oro a la Mejor Película Extranjera.